# معيار خضوع هوسفورد
معيار خضوع هوسفورد (Hosford yield criterion) هو دالة تستخدم لتحديد ما إذا كانت المواد تعرضت للمطاوعة البلاستيكية تحت ضغط شديد أم لا.

## معيار خضوع هوسفورد لقياس المطاوعة موحدة الخواص
معيار خضوع هوسفورد للمواد موحدة الخواص  هو تعميم معيار خضوع فون ميزس. الذي يأخذ شكل
{\displaystyle {\tfrac {1}{2}}|\sigma _{2}-\sigma _{3}|^{n}+{\tfrac {1}{2}}|\sigma _{3}-\sigma _{1}|^{n}+{\tfrac {1}{2}}|\sigma _{1}-\sigma _{2}|^{n}=\sigma _{y}^{n}\,}
حيث إن {\displaystyle \sigma _{i}}, i=1,2,3 وهي الإجهادات الرئيسية، {\displaystyle n} هي المادة التي تعتمد على الأس و {\displaystyle \sigma _{y}} وهي إجهاد العائد في التوتر الأحادي المحور / الضغط.
وبدلاً من ذلك، فيمكن كتابة معيار الخضوع كما يلي
{\displaystyle \sigma _{y}=\left({\tfrac {1}{2}}|\sigma _{2}-\sigma _{3}|^{n}+{\tfrac {1}{2}}|\sigma _{3}-\sigma _{1}|^{n}+{\tfrac {1}{2}}|\sigma _{1}-\sigma _{2}|^{n}\right)^{1/n}\,.}
ويكون شكل هذا التعبير في صورة حرف Lp قاعدة التي تعرف بـ
{\displaystyle \ \|x\|_{p}=\left(|x_{1}|^{p}+|x_{2}|^{p}+\cdots +|x_{n}|^{p}\right)^{1/p}\,.}
فعندما {\displaystyle p=\infty } فسوف نحصل على قاعدة L∞ ,
{\displaystyle \ \|x\|_{\infty }=\max \left\{|x_{1}|,|x_{2}|,\ldots ,|x_{n}|\right\}}. ومقارنة ذلك مع معيار هوسفورد
للإشارة إلى أنه إذا كانت قيمة n&nbsp;= ∞, فنحصل على
{\displaystyle (\sigma _{y})_{n\rightarrow \infty }=\max \left(|\sigma _{2}-\sigma _{3}|,|\sigma _{3}-\sigma _{1}|,|\sigma _{1}-\sigma _{2}|\right)\,.}
وهذا مطابق لمعيار خضوع تريسكا.
لذلك، فعندما تكون  n = 1 أو ذهبت n إلى ما لا نهاية من معيار هوسفورد، فإن ذلك يقلل معيار خضوع تريسكا. وعندما تكون  n = 2 فيقل معيار هوسفورد إلى معيار خضوع فون ميزس.
لاحظ أن الأس n لا يحتاج إلى أن يكون عددًا صحيحًا.

### معيار خضوع هوسفورد للإجهاد المنبسط
بالنسبة للحالة العملية للإجهاد المنبسط، يأخذ معيار خضوع هوسفورد فيها شكل
{\displaystyle {\cfrac {1}{2}}\left(|\sigma _{1}|^{n}+|\sigma _{2}|^{n}\right)+{\cfrac {1}{2}}|\sigma _{1}-\sigma _{2}|^{n}=\sigma _{y}^{n}\,}
وظهر أسلوب نقطة العائد في الإجهاد المنبسط للقيم المختلفة من الأس {\displaystyle n\geq 1} في الشكل المجاور.

## معيار خضوع لوغان-هوسفورد للمطاوعة متباينة الخواص
يتشابه معيار خضوع لوغان-هوسفورد للمطاوعة متباينة الخواص  مع معايير الخضوع المعمم لهيل ويأخذ الشكل
{\displaystyle F|\sigma _{2}-\sigma _{3}|^{n}+G|\sigma _{3}-\sigma _{1}|^{n}+H|\sigma _{1}-\sigma _{2}|^{n}=1\,}
حيث إن F وG وH هي الثوابت، {\displaystyle \sigma _{i}} وهي الإجهادات الرئيسية التي يعتمد فيها الأس n على النوع البلوري لـ (الهيكل المركزي المكعب والسطح المركزي المكعب وما إلى ذلك) وتكون قيمتها أكبر بكثير من 2. وتكون القيم المقبولة لـ {\displaystyle n} هي 6 لمواد الهيكل المركزي المكعب و8 لمواد السطح المركزي المكعب.
وعلى الرغم من ذلك يشبه هذا الشكل معايير الخضوع المعمم لهيل، ولا يعتمد الأس n على قيمة R التي لا تشبه معيار هيل.

### معيار خضوع لوغان-هوسفورد في الإجهاد المنبسط
وفقًا لحالات الإجهاد المنبسط، يمكن التعبير عن معيار لوغان-هوسفورد بما يلي
{\displaystyle {\cfrac {1}{1+R}}(|\sigma _{1}|^{n}+|\sigma _{2}|^{n})+{\cfrac {R}{1+R}}|\sigma _{1}-\sigma _{2}|^{n}=\sigma _{y}^{n}}
حيث إن {\displaystyle R} هي قيمة R و {\displaystyle \sigma _{y}} هي إجهاد العائد في التوتر الأحادي المحور / الضغط. ولاستنتاج هذه العلاقة انظر معايير الخضوع المعمم لهيل للإجهاد المنبسط. حيث ظهر أسلوب نقطة خضوع معيار هوسفورد المتباين الخواص في الشكل المجاور. ولتقييم {\displaystyle n} الأقل من 2، فتُظهر نقطة العائد الزوايا والقيم التي لا يُنصح بها.